# Ian Jones (rugby à XV)
Pour les articles homonymes, voir Ian Jones.

a Compétitions nationales et continentales officielles uniquement.

b Matchs officiels uniquement.
Dernière mise à jour le 10 novembre 2021.
 Ian Donald Jones, né le 17 avril 1967 à Whangarei, est un joueur de rugby à XV néo-zélandais qui a joué avec les All-Blacks au poste de deuxième ligne (1,98 m pour 104 kg). Il a participé à trois Coupes du monde.

## Carrière

### Club et Province
Il a terminé sa carrière de joueur avec un bref passage dans le championnat anglais avec Gloucester et les London Wasps.
- 1988-1993 :  province de North Auckland
- après 1993 : province de North Harbour
- 1996-1999 : Chiefs
- 1999-2001 : Gloucester RFC
- 2001-2002 : London Wasps

### En équipe nationale
Jones a disputé son premier test match le 16 juin 1990 contre l'équipe d'Écosse et le dernier contre cette même équipe, le 24 octobre 1999. Il a disputé six matchs de la Coupe du monde de rugby 1991, cinq matchs de la Coupe du monde de rugby 1995 et trois matchs de la Coupe du monde de rugby 1999.

### Avec les Barbarians
En novembre 2000, il est sélectionné avec les Barbarians français pour jouer la Nouvelle-Zélande au Stade Bollaert à Lens. Les Baa-Baas parviennent à s'imposer 23 à 21.

## Palmarès

### En équipe nationale
- Finaliste de la Coupe du monde 1995
- Troisième de la Coupe du monde 1991
- Quatrième de la Coupe du monde 1999
- Vainqueur du Tri-nations en 1996 et 1997

## Statistiques
- 66 matchs avec North Auckland
- 53 matchs avec North Harbour
- 38 matchs de Super 12 avec les Chiefs

### En équipe nationale
De 1990 à 1999, Ian Jones compte 79 sélections avec les All-Blacks, inscrivant 42 points. Avec les Kiwis, il dispute trois Coupe du monde en 1991, 1995 et 1999. Il participe à trois éditions du Tri-nations en 1996, 1997 et 1998.